# Карл Микаел Белман
Карл Микаел Белман (на шведски: Carl Michael Bellman) е шведски поет, композитор, автор и изпълнител на песни.

## Биография
Роден е на 4 февруари 1740 година в Стокхолм в семейството на дребен чиновник. В детството си е обучаван от частни учители, учи известно време в Упсалския университет и след период на значителни финансови трудности се установява в Стокхолм като чиновник. От края на 60-те години се утвърждава като известен автор и изпълнител на песни, основната част от които са включени в сборниците „Fredmans Epistlar“ (1790) и „Fredmans Sånger“ (1791).
Карл Микаел Белман умира на 11 февруари 1795 година в Стокхолм.

## Творби
- Månan (Луната), Nyström och Stolpe, 1760
- Bacchi Tempel (Храмът на Бакхус), 1783
- Fredmans Epistlar (Фредманови писма), 1790
- Fredmans Sånger (Фредманови песни), 1791
- Samlade verk (Събрани съчинения)